# Brad Wright (produttore)
Brad Wright (Toronto, 2 maggio 1961) è un produttore cinematografico e sceneggiatore canadese.
È famoso per essere il co-creatore della serie televisiva Stargate SG1, assieme al collega Jonathan Glassner, e per essere anche il co-creatore della serie televisiva Stargate Atlantis assieme al collega Robert C. Cooper.
Prima di lavorare alla serie di Stargate, Wright ha lavorato ad altre serie di fantascienza come Oltre i Limiti.
È comparso nel 200º episodio di Stargate SG1, nella parte del personaggio di Star Trek Scotty.

## Filmografia

### Attore

#### Film
- Disheartened (2012)

#### Serie TV
- Stargate SG-1 (1 episodio non accreditato) (2006)

#### Video
- Stargate: Continuum (Non accreditato) (2008)

### Produzione

#### Serie TV
- Neon Rider (episodi sconosciuti) (1989)
- Oltre i limiti (44 episodi) (1996-1998)
- Stargate SG-1 (213 episodi) (1997-2007)
- Stargate Atlantis (99 episodi) (2004-2009)
- SGU Stargate Universe Kino (Mini serie TV - 29 episodi) (2009-2010)
- SGU Stargate Universe (40 episodi) (2009-2011)
- Travelers (3 serie, 12 + 12 + 10 episodi) (2016 - 2018)

#### Video
- Stargate: L'arca della verità (2008)
- Stargate: Continuum (2008)
- I figli degli dei (2009)

### Sceneggiatura

#### Serie TV
- Black Stallion (2 episodi) (1990)
- Forever Knight (2 episodi) (1992)
- Neon Rider (18 episodi) (1990-1994)
- Madison (2 episodi) (1994)
- Highlander (1 episodio) (1994)
- The Odyssey (3 episodi) (1994)
- Oltre i limiti (19 episodi) (1995-2002)
- Poltergeist (3 episodi) (1996-1997)
- Stargate SG-1 (213 episodi) (1997-2007)
- Stargate Atlantis (99 episodi) (2004-2009)
- SGU Stargate Universe Kino (Mini serie TV - 29 episodi) (2009-2010)
- Stargate Universe (40 episodi) (2009-2011)

#### Video
- Stargate: L'arca della verità (non accreditato) (2008)
- Stargate: Continuum (non accreditato) (2008)
- I figli degli dei (2009)